# Digama marmorea
Digama marmorea là một loài bướm đêm thuộc họ Erebidae. Nó được tìm thấy ở Nouvelle-Calédonie, Sulawesi, Sundaland và miền bắc Úc, ở đó nó có ở Coen ở Queensland to Jervis Bay ở New South Wales.
Sải cánh dài 27–29 mm.
Ấu trùng ăn Carissa ovata.

## Phụ loài
- Digama marmorea clinchorum (New Caledonia)
- Digama marmorea marmorea (Sulawesi, Sunda, miền bắc Úc)

## Hình ảnh

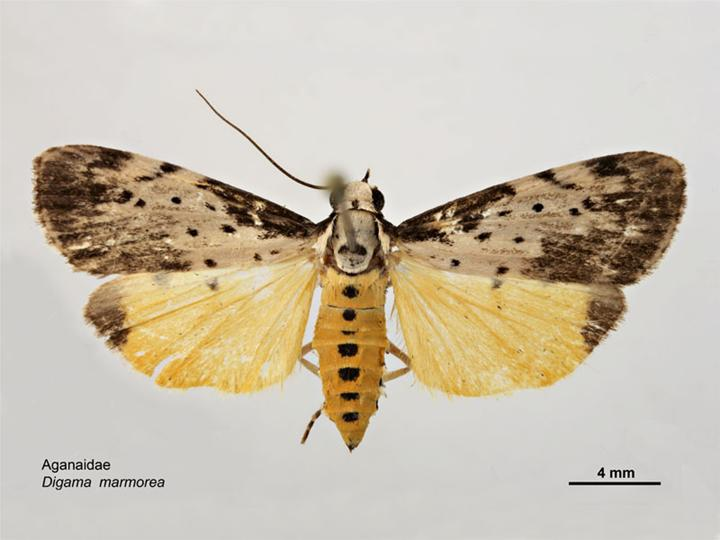
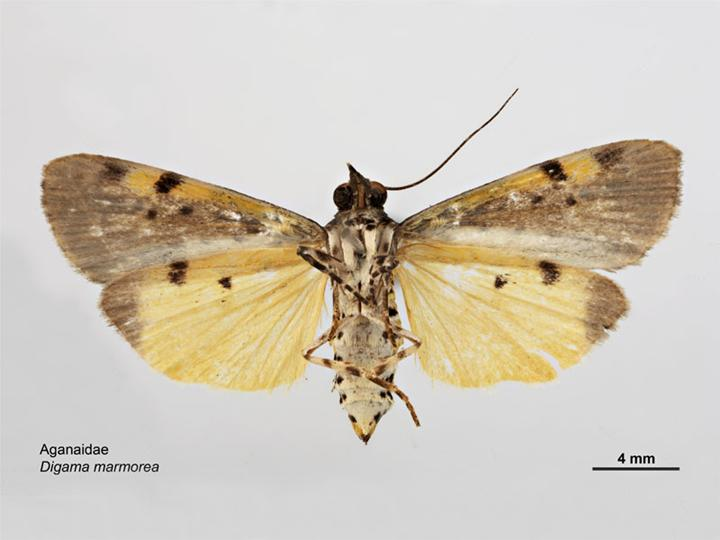
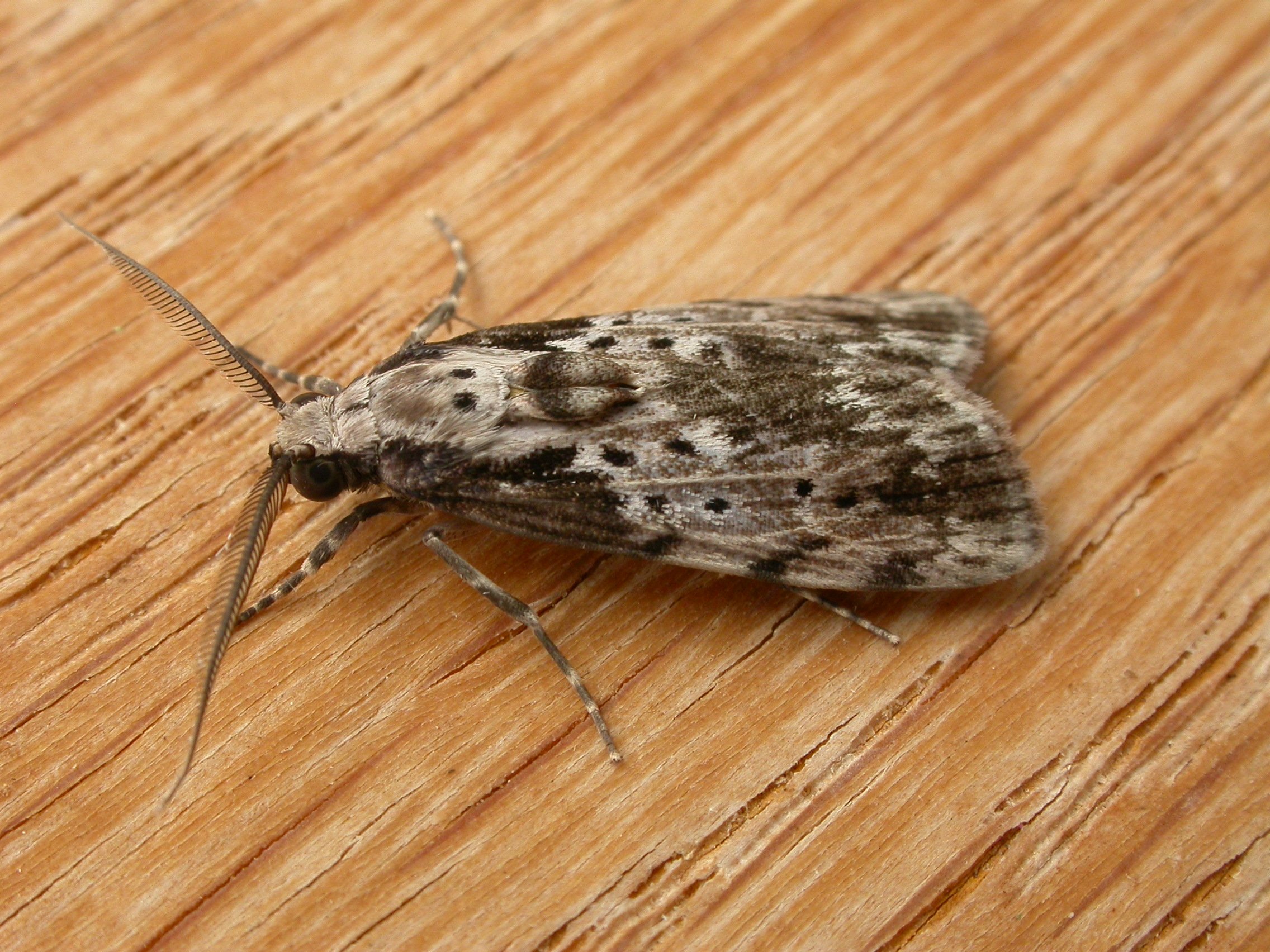